# Novákovy garáže
Novákovy garáže (též Garáže Palace) jsou první budovou samostatných garáží v Hradci Králové. Objekt byl postaven v roce 1932 a jeho investorem byl zástupce firmy Laurin & Klement a nadšenec do automobilismu Jaroslav Novák.

## Historie

### Původní budova
Strojní inženýr Jaroslav Novák poprvé realizoval svoji představu domu služeb pro automobily na pozemku dnešního zimního stadionu v Hradci Králové již v letech 1910–11. Jednalo se o vůbec první samostatné garáže na území republiky. Projekt podle návrhu architekta Oldřicha Lisky, který byl shodou okolností rovněž zaníceným automobilistou a členem Autoklubu, měl podobu dvou řad garážových boxů z režného zdiva, které lemovaly otevřený dvůr uprostřed. Kromě garážování areál nabízel také obchod, umývárnu (se secesní lucernou), možnost čerpání benzínu, dílny, obchod, toalety. Správní budova byla zdobena reklamní mozaikou z glazovaných kachlů, kterou vyrobila firma Graniton Rydl & Thon a která je nyní uložena v Národním technickém muzeu v Praze. V roce 1932 se ale město rozhodlo pro jiné využití tohoto pozemku a Jaroslavu Novákovi výměnou věnovalo pozemek na pravém břehu řeky Labe.

### Nová budova
S projektem pro novou parcelu oslovil Jaroslav Novák projektanta Josefa Fňouka, rovněž nadšeného motoristu a po jistou dobu dokonce jednatele Východočeského autoklubu. Josef Fňouk zpracoval projekt již v roce 1931, stavba samotná pak začala v červenci 1932 a prováděl ji královéhradecký stavitel Josef Vyleťal. Stavba byla dokončena během necelých sedmi měsíců dne 11. prosince 1932.
Zajímavostí je, že Fňouk ve svém projektu původně navrhoval i činžovní dům, které měl přiléhat k východnímu traktu garáží v oblasti Smetanova nábřeží. K jeho realizaci ale nedošlo.
Objekt garáží v podstatě po celou dobu své existence nezměnil způsob využití, měl ale různé uživatele. Po druhé světové válce byl znárodněn. V roce 1952 nechala společnost Mototechna upravit některé prostory na kanceláře, v roce 1954 pak nechala před objektem zřídit dva čerpací stojany. V roce 1962 se komplex stal Stanicí technické obsluhy. Po jistou dobu objekt využívaly opravny ČSAO. V roce 1974–55 byl v budově instalován lakovací box. V roce 1981 pak byl celý areál garáží zapsán na seznam kulturních památek.
V roce 1992 získali v rámci restitucí objekt zpět potomci Jaroslava Nováka a na rok 1994 byla plánována jeho kompletní rekonstrukce a přístavba. Její koncepci připravil architekt Milan Rejchl se synem Ivem. Z projektu byly ale nakonec realizovány jen drobné úpravy přízemí východního traktu (adaptace na autosalon Škoda), především se jednalo o odstranění dobudovaných přepážek a ponechání pouze původních podpěr, aby se interiér přiblížil původnímu vzhledu. Zajímavým novým prvkem byla interiérové rohová fontána se zrcadly. V roce 1995 byla projekční kancelář Rejchlových oslovena i s poptávkou na zbudování čerpací stanice v parku naproti garážím. Milan Rejchl projekt pojal velkoryse: součástí čerpací stanice měla být i kavárna, počítalo se s parkovými úpravami celého prostranství, vodními prvky, sousoším Jana Koblasy v hlavní ose parku. Rejchl již v 90. letech 20. století počítal i s dobíjecí stanicí pro elektromobily, aby, jak se sám vyjádřil, „zas ti hradečáci byli o krok napřed“. Projekt ale nakonec nebyl schválen, Milan Rejchl jej poté přepracoval a v letech 1997–2000 byla v parku naproti garážím nakonec vybudována pouze samotná čerpací stanice. Modro-bílé ladění a prvek prosklené kopule vizuálně odkazují na hlavní budovu garáží.

### Přístavba
V roce 2013 se na následující rok začala plánovat generální oprava a dostavba komplexu Novákových garáží. Vedle garáží, v proluce v ulici Průmyslová měla vzniknout administrativní budova a v proluce na Smetanově nábřeží bytový dům.O využití samotné budovy garáží se diskutovalo a jednou z možností byla i galerie moderního umění, další byla možnost přestavby na obchody či byty. Oprava a dostavba byla ale odložena, a to nejdříve na rok 2015, a možnost budoucího využití se začala přiklánět k funkci nákupní galerie. Přístavba nové administrativní budovy s názvem Palace Office v Průmyslové ulici nakonec proběhla až v roce 2020, podobně jako stavba rezidenčního objektu Riverside na Smetanově nábřeží.

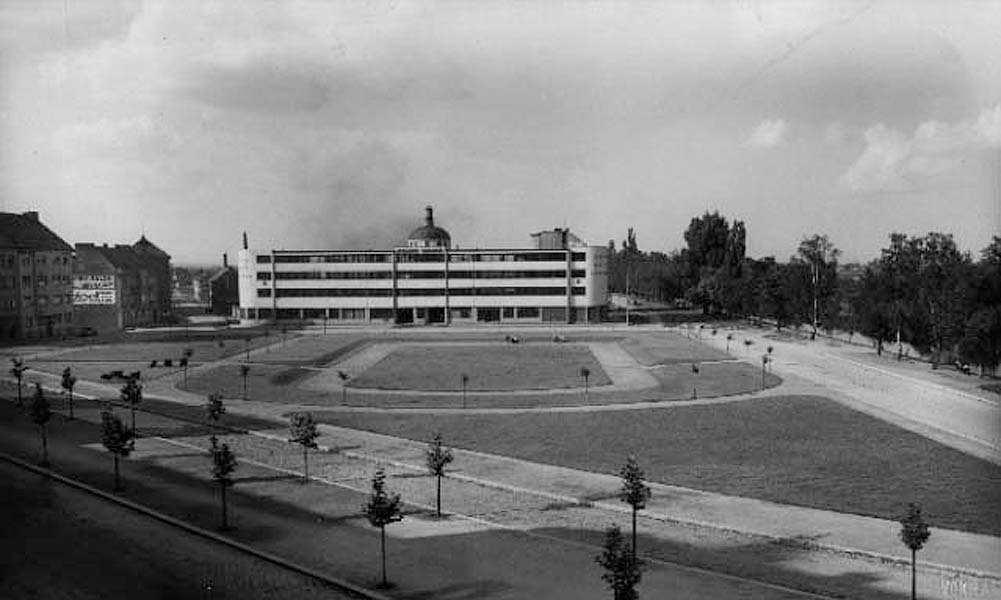
Fotografie garáží a nám. 5. května z roku 1936 ze sbírky Muzea východních Čech v Hradci Králové

## Architektura
Stavba je třípatrová, výrazně horizontální, a zabírá celou šířku severní strany náměstí 5. května. Boční trakty pak kopírují směr sousedících ulic. Stavba je železobetonová, s cihlovou vyzdívkou. Charakteristickými prvky jsou jednak zaoblená nároží a jednak dlouhé pásy tabulových oken s původními výplněmi, jejichž rámy jsou natřeny modrou barvou, stejně jako dveře. Jádro celé budovy tvoří 6 metrů široká kruhová rampa, která propojuje jednotlivá patra garáží. Tento centrální tubus se spirálovitě umístěnými okny a měděná kupole s komínem, kterou je rampa zakončena, tvoří nejnápadnější prvky severní fasády garáží. V každém patře objektu bylo umístěno 51 parkovacích stání, v zaoblených rozích budovy pak dvě automyčky. Ve druhém a třetím patře objektu se dochovaly původní garážové kóje oddělené pletivem, jinde byly již odstraněny. Z původního technického vybavení se nedochovalo nic. Na vnější straně nájezdové rampy se nicméně dochovalo několik původních reklam na motoristické produkty (původně jimi byla stěna pokryta celá).